# Charles Cotonnec
Charles Cotonnec est un médecin breton né à Saint-Thurien le 22 avril 1876 et mort à Paris le 30 mars 1935.

## Biographie
Fils de paysans (ferme de Kerner à Saint-Thurien), il fut envoyé au petit séminaire de Pont-Croix dans le Cap Sizun, et de là au lycée de Quimper avant de partir faire des études de médecine à Paris.
En 1929 il fonda la maison d'éditions Armorica.
Il est surtout connu pour son travail pour le gouren, la lutte bretonne, qu'il a modernisée en en fixant les règles.
En 1930, il a fondé la FALSAB, Fédération des Amis de la Lutte et des Sports Athlétiques Bretons.

## Sources
- Goulc'han Kervella, Médecine et littérature en langue bretonne au XIXe et XXe siècles, Brest, Éditions du Liogan, 1991, p. 301-302.
- Gontard Marc (dir.), Dictionnaire des écrivains bretons du XXe siècle, Rennes, Presses Universitaires de Rennes, 2002, p. 63.

## Archives
- Un fonds Charles Cotonnec a été déposé à la Bibliothèque Yves-Le Gallo[2] du Centre de recherche bretonne et celtique (CRBC) de l'Université de Bretagne occidentale. Il comprend 88 pièces d'archives inédites dont l'inventaire est disponible sur le site du CRBC[3]. Ce fonds est accessible à la consultation.